# Mozambique en los Juegos Olímpicos de Sídney 2000
Mozambique estuvo representado en los Juegos Olímpicos de Sídney 2000 por cuatro deportistas, dos hombres y dos mujeres, que compitieron en dos deportes.
El portador de la bandera en la ceremonia de apertura fue el atleta Jorge Duvane.

## Medallistas
El equipo olímpico mozambiqueño obtuvo las siguientes medallas:
| Nombre       | Deporte   | Competición |
| ------------ | --------- | ----------- |
| Oro          |           |             |
| Maria Mutola | Atletismo | 800 m F     |
| Plata        |           |             |
| —            |           |             |
| Bronce       |           |             |
| —            |           |             |